# Patrick Long
Patrick Brian Long (Thousand Oaks, Californië, 28 juli 1981) is een Amerikaans autocoureur. Hij is drievoudig kampioen in de American Le Mans Series.

## Carrière
Long begon zijn autosportcarrière in het karting in de Formule A, waar hij tot 1998 reed. In 1999 stapte hij over naar het formuleracing en werd hij derde in de Franse Formule Renault 2.0. In 2000 en 2001 kwam hij uit in de Britse Formule Ford, waar hij in zijn laatste seizoen achter Robert Dahlgren tweede werd. In 2002 eindigde hij als achtste in de Formule Renault BARC. Aan het eind van dat jaar werd hij uitgenodigd voor de Amerikaanse selectieprocedure van het Red Bull Junior Team, maar hij werd niet gekozen om toe te treden tot dit opleidingsprogramma.
In 2003 maakte Long de overstap naar de GT-racerij en kwam hij uit in de Duitse Porsche Carrera Cup. Tevens werd hij door Porsche aangesteld als juniorcoureur van de fabrikant. Vanaf 2004 kwam hij uit in de American Le Mans Series, waar hij tot de opdoeking van het kampioenschap in 2013 bleef rijden. Hij reed hier voornamelijk in de GT2-klasse, waar hij in 2005, 2009 en 2010 samen met Jörg Bergmeister kampioen werd. In 2008 werd hij tevens derde in de LMP2-klasse. Hiernaast reed hij in 2006 en 2007 volledige seizoenen in de DP-klasse van de Rolex Sports Car Series, waarin hij driemaal won, en in 2013 reed hij in hetzelfde kampioenschap in de GT-klasse.

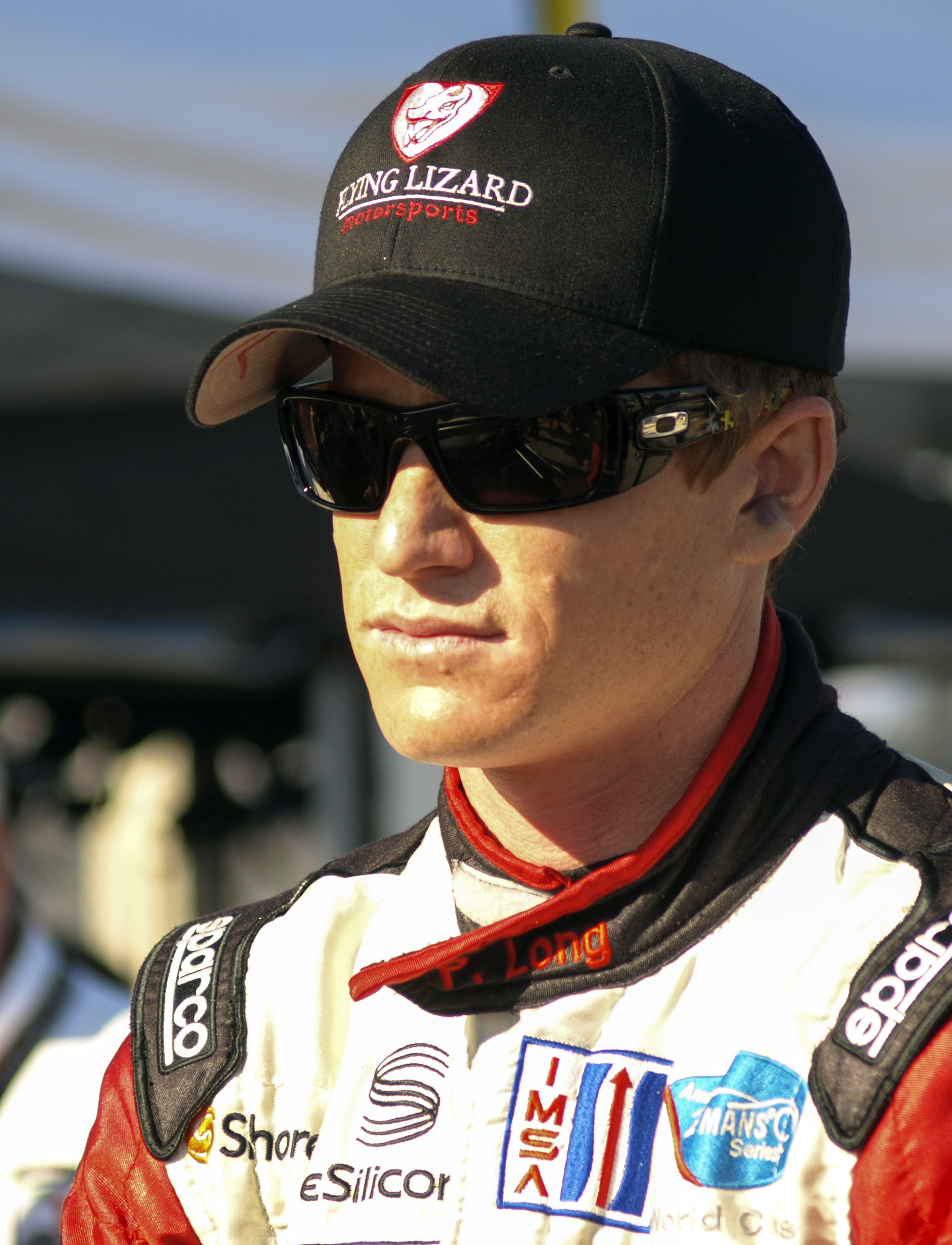
Patrick Long tijdens de 12 uur van Sebring in 2010.

In 2004 debuteerde Long in de 24 uur van Le Mans, waar hij met Bergmeister en Sascha Maassen voor het team White Lightning Racing de GT-klasse won. In 2007 won hij deze race samen met Raymond Narac en Richard Lietz voor het team IMSA Performance Matmut in de GT2-klasse. Verder behaalde hij podiumplaatsen in 2005, 2015 en 2016. Hiernaast won hij met Bergmeister, Lietz en Marco Holzer in 2011 de 24 uur van de Nürburgring in de E1-XP Hybrid, hetzelfde jaar waarin hij ook kampioen werd in de GT-klasse van de Pirelli World Challenge.
Tussen 2009 en 2012 reed Long in een aantal NASCAR-races. Hij won in 2009 en 2010 tweemaal in de K&N Pro Series West, respectievelijk op het Miller Motorsports Park en de Portland International Raceway, en reed in die jaren ook in een handvol races in de K&N Pro Series East. In 2010 kwam hij uit in de race op Road America van de NASCAR Nationwide Series en in 2012 reed hij in de NASCAR Sprint Cup Series op Watkins Glen International.
In 2014 werden de American Le Mans Series en de Rolex Sports Car Series samengevoegd tot het IMSA SportsCar Championship, waar Long in bleef rijden. Hij zegevierde in de GTLM-klasse direct in de 12 uur van Sebring en werd zesde in de eindstand. In 2015 stapte hij over naar het FIA World Endurance Championship, waar hij in de LMGTE Am-klasse met Marco Seefried en Patrick Dempsey voor Dempsey Racing-Proton reed. Hij won de 6 uur van Fuji en stond ook in de 24 uur van Le Mans en de 6 uur van Bahrein op het podium stond. Met 131 punten werd hij vijfde in de eindstand. In 2016 reed hij in zeven van de negen races voor Abu Dhabi-Proton Racing als teamgenoot van Khaled Al Qubaisi en David Heinemeier Hansson. Hij won de 6 uur van Mexico en de 6 uur van Bahrein en werd met 130 punten vierde in het eindklassement.
In 2016 keerde Long terug als fulltime coureur in de Pirelli World Challenge, waar hij achter Álvaro Parente tweede werd in de GT-klasse. In 2017 werd hij kampioen in de GT Sprint-klasse. In 2018 keerde hij terug in het IMSA SportsCar Championship, waar hij uitkwam in de GTD-klasse. Dat jaar won hij een race op Road America en werd hij zevende in de eindstand. Tot 2021 bleef hij actief in dit kampioenschap, waar hij in 2020 nogmaals de 12 uur van Sebring wist te winnen en tweede in het kampioenschap werd. In 2021, zijn laatste seizoen, eindigde hij als vierde. Zijn laatste race vond in 2023 plaats, toen hij deelnam aan de 24 uur van Spa-Francorchamps.